# Jori Hulkkonen
Jori Hulkkonen er en DJ og producer fra Finland.

## Diskografi
- The Spirits Inside Me (1998)
- When No One Is Watching We Are Invisible (2000)
- Different (2002)